# Archiminolia hurleyi
Archiminolia hurleyi är en snäckart som först beskrevs av B.A. Marshall 1979.  Archiminolia hurleyi ingår i släktet Archiminolia och familjen pärlemorsnäckor. Inga underarter finns listade i Catalogue of Life.